# Toxophora obliquisquamosa
Toxophora obliquisquamosa är en tvåvingeart som beskrevs av Hesse 1938. Toxophora obliquisquamosa ingår i släktet Toxophora och familjen svävflugor. Inga underarter finns listade i Catalogue of Life.